# Блазиус, Пауль Рихард Генрих
Пауль Рихард Генрих Блазиус (нем. Paul Richard Heinrich Blasius; 9 августа 1883, Берлин — 24 апреля 1970, Гамбург) — немецкий механик , работавший в области гидромеханики, а также выдающийся педагог.
С 1902 по 1906 год учился в Марбурге и в Гёттингене. Он был одним из первых учеников Людвига Прандтля, проработав в Гёттингенском университете 6 лет. В 1912 году он сменил место работы на Инженерную школу в Гамбурге (сейчас — Университет прикладных наук), там получил профессорское звание и преподавал до конца своей жизни.

### Теорема Блазиуса
В 1911 году Блазиус вывел строгое математическое выражение для силы, действующей со стороны набегающего потока на неподвижное тело цилиндрической формы, которое в западных странах получило его имя. В отечественной науке оно было опубликовано в 1910 году под  названием «формула Чаплыгина».
В соответствии с ним, для стационарного потока с комплексным потенциалом {\displaystyle w(z)}, обтекающего неподвижное тело, описываемое контуром {\displaystyle C}, результирующей силой, действующей на тело, будет комплексная величина:
{\displaystyle F_{x}-iF_{y}={\frac {i\rho }{2}}\oint _{C}\left({\frac {\mathrm {d} w}{\mathrm {d} z}}\right)^{2}\,\mathrm {d} z},
где {\displaystyle \rho } — постоянная плотность жидкости. Этот интеграл по замкнутому контуру может быть вычислен с помощью теоремы о вычетах.